# Iwan Semedi

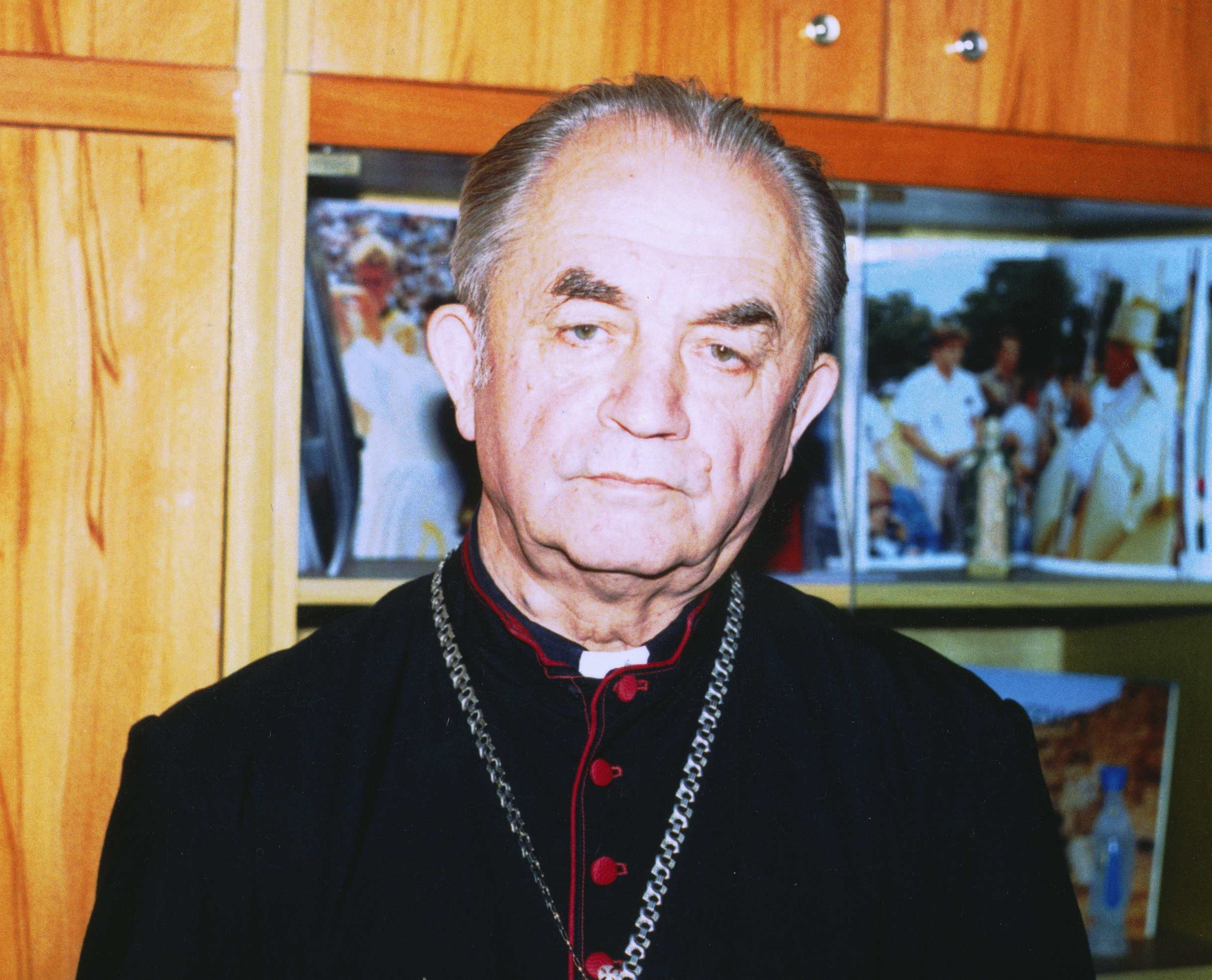

Iwan Semedi (* 26. Juni 1921 in Velká Kopaň, Tschechoslowakei; † 6. Dezember 2008) war Bischof der Eparchie Mukatschewe der ruthenischen griechisch-katholischen Kirche in der Ukraine.

## Leben
Iwan Semedi empfing am 6. Juli 1947 die Priesterweihe der Ruthenisch griechisch-katholischen Kirche.
Er war seit 1978 Geheimbischof der Ruthenischen griechisch-katholischen Kirche in der Ukraine und als Weihbischof in der Eparchie Mukatschewe tätig; die Bischofsweihe wurde ihm am 24. August 1978 gespendet. 1983 wurde er zum Bischof von Mukatschewe ernannt. 1991 wurde er durch Papst Johannes Paul II. als Bischof von Mukatschewo des byzantinischen Ritus mit Sitz in Uschhorod bestätigt.
Seinem altersbedingten Rücktrittsgesuch wurde 2002 durch Johannes Paul II. stattgegeben.